# Shuhada (huyện)
Shuhada là một huyện thuộc tỉnh Badakhshan, Afghanistan. Dân số thời điểm năm 1999 là -31,9 người.